# Laportea ovalifolia
Laportea ovalifolia är en nässelväxtart som först beskrevs av Julius Heinrich Karl Schumann och Thonn., och fick sitt nu gällande namn av Chew. Laportea ovalifolia ingår i släktet Laportea och familjen nässelväxter. Inga underarter finns listade i Catalogue of Life.